# Nardia succulenta
Nardia succulenta är en bladmossart som först beskrevs av Achille Richard och Lehm. et Lindenb., och fick sitt nu gällande namn av Richard Spruce. Nardia succulenta ingår i släktet nardior, och familjen Solenostomataceae. Inga underarter finns listade i Catalogue of Life.